# Casper Widell
Casper Ludvig Widell, född 5 maj 2003 i Landskrona, är en svensk fotbollsspelare som spelar för Helsingborgs IF.

## Karriär
Widells moderklubb är IK Wormo, som han lämnade för Helsingborgs IF under hösten 2016. Widell gjorde allsvensk debut den 15 juni 2020 i en 0–3-förlust mot Varbergs BoIS.